# Великие Загайцы
Великие Загайцы (укр. Великі Загайці) — село в Великодедеркальской сельской общине Кременецкого района Тернопольской области Украины.
До 2020 года входило в Шумский район.
Почтовый индекс — 47153. Телефонный код — 3558.

## Население
Население по переписи 2001 года составляло 1258 человек.

### Языковой состав
Родной язык населения по данным переписи 2001 года:
| Язык       | Численность, чел. | Доля     |
| ---------- | ----------------- | -------- |
| Украинский | 1 235             | 98,17 %  |
| Русский    | 21                | 1,67 %   |
| Другое     | 2                 | 0,16 %   |
| Итого      | 1 258             | 100,00 % |